# La Salle (Italia)
La Salle es una localidad y comune italiana de la región del Valle de Aosta, con 2018 habitantes.

## Evolución demográfica
| Gráfica de evolución demográfica de La Salle entre 1861 y 2001 |
|                                                                |
| Fuente ISTAT - elaboración gráfica de Wikipedia                |